# Bouin-Plumoison
Bouin-Plumoison is een gemeente in het Franse departement Pas-de-Calais (regio Hauts-de-France). De gemeente telt 514 inwoners (1999) en maakt deel uit van het arrondissement Montreuil.

## Geschiedenis
Plumoison werd in de 14de eeuw vermeld als Plume-Oyson, Plumeoison en Plumoyson.
Op het eind van het ancien régime werd Plumoison een gemeente. In 1971 werd buurgemeente Bouin aangehecht bij Plumoison, dat Bouin-Plumoison werd.

## Geografie
De oppervlakte van Bouin-Plumoison bedraagt 6,2 km², de bevolkingsdichtheid is 82,9 inwoners per km². De noordgrens van de gemeente wordt gevormd door de Canche. De gemeente bestaat uit de vergroeide kernen Bouin en Plumoison, dat in het oosten ook vergroeid is met het centrum van buurgemeente Marconnelle.
De onderstaande kaart toont de ligging van Bouin-Plumoison met de belangrijkste infrastructuur en aangrenzende gemeenten.

## Bezienswaardigheden
- De Église de la Nativité-de-Notre-Dame

## Demografie
Onderstaande figuur toont het verloop van het inwonertal (bron: INSEE-tellingen).

## Verkeer en vervoer
Bouin-Plumoison ligt langs de weg van Montreuil naar Hesdin.
1. ↑  Populations de référence 2022.